# Шарсонвил
Шарсонвил (фр. Charsonville) насеље је и општина у централној Француској у региону Центар (регион), у департману Лоаре која припада префектури Орлеан.
По подацима из 2005. године у општини је живело 627 становника, а густина насељености је износила 25,5 становника/km². Општина се простире на површини од 24,55 km². Налази се на средњој надморској висини од 125 метара (максималној 131 m, а минималној 110 m).

## Демографија
| 1962. | 1968. | 1975. | 1982. | 1990. | 1999. | 2011. |
| ----- | ----- | ----- | ----- | ----- | ----- | ----- |
| 680   | 616   | 570   | 531   | 554   | 582   | 581   |

График промене броја становника у току последњих година